# 中廣流行網
中廣流行網（I like radio），為中華民國的一個調頻廣播頻道，創立於1968年7月31日，也是台灣第一個調頻廣播網。全名為「中國廣播股份有限公司台北調頻廣播電台」（於NCC登記的的廣播電臺名稱）。電台呼號為BED-3。
中廣流行網是中廣第一個成立的調頻廣播網，也是國內最受聽眾歡迎的廣播頻道，初期以提供流行歌曲、娛樂與資訊的綜藝節目為主，2000年代後因電台經營考量略有轉向，提升生活資訊、知性節目比例，流行歌曲節目則轉移至音樂網，比重略有減少。三十多年來一直維持領先的地位，在國內多項廣播收聽率中獨占鰲頭，聽眾分佈層次廣泛。根據「世新大學2007媒體風雲排行榜」的調查結果，中廣流行網獲得了廣大聽眾的肯定，不論是最常收聽、內容最豐富多樣、最具深度、最能提供專業知識、最能提供教育、文化、理財、投資、生活、消費、娛樂、資訊等項目，皆拿下了第一名的佳績。
2007年8月起中廣流行網推出全新台呼「i like radio」，以紅白設計主調的新logo重新出發，邀請實力派唱將周蕙及信樂團阿信演唱各版本的全新JINGLE。
2017年8月10日邀請冼佩瑾演唱新版台呼。

## 歷史
- 1968年7月31日，中廣開播第一調頻網，時名為「中國廣播公司第一調頻廣播網」。
- 1990年，「中國廣播公司第一調頻廣播網」更名為「中廣流行網」。
- 2007年7月，中廣流行網以「I like radio」新名稱播音，進行節目大改版，停播了《台灣E起來》、《快樂時光》、《三點最high》、《立體世界》、《五年六班》、《下班放輕鬆》、《七點不一樣》、《欣欣咖啡屋》等節目。
- 2007年7月2日起，平日19:00~22:00播出由黎明柔主持的《人來瘋》。
- 2009年5月停播由于美人、呂如中主持的《美的世界》，10:00改播由吳淡如主持的《幸福好時光》、11:00改播由吳恩文主持的《吳恩文的快樂廚房》。
- 2012年3月停播由何方主持的《美的世界》週末版。
- 2013年3月因吳恩文涉毒、《吳恩文的快樂廚房》改名《快樂廚房》並由代班DJ主持[2][3]
- 2013年5月起，平日11:00改播由王瑞瑤主持的《超級美食家》
- 2016年2月22日黎明柔宣布請辭《人來瘋》節目主持，2016年3月1日起《人來瘋》改由江太主持並改名為《人來瘋之江太來了》。
- 2017年3月27日，配合中廣音樂網結束FM播出，中廣流行網改版，《人來瘋之江太來了》縮短為1個小時，《娛樂e世代》改為晚上8點播出，《midnight you&me》改為晚上10點播出並在4月24日起縮短為兩小時，《爵士小酒館》改為週日播出，《音樂美樂蒂》、《streetvoice未來進行式》停播，而將音樂網節目《音樂聽光光》、《就是愛潮樂》搬到流行網週末假日時段播出。
- 2019年3月21日起，啟用新版官方線上收聽平台。[4]
- 2022年3月1日起，星期一～星期四18:00改播由趙少康主持的《晚餐時間》，原王瑞瑤主持的《超級美食家》晚間時段停播。3月21日起，星期一～星期四18:00改播由王偉忠主持的《欸 ！我說到哪裡了》。
- 2022年7月1日起，原金溥聰主持之《週末煉金術》停播，改播由琦琦主持之《流行音樂風》
- 2022年8月1日起，平日《蘭萱時間》早上七點時段停播，改為與新聞網聯播《中廣早報新聞》，《流行音樂風》改為週末早上8點播出，原週日《東洋西洋金曲榜》改為週六早上8點播出，原週日《華語金曲榜》改為週六早上9點播出，《蔣公廚房》改為週末早上11點播出，《就是愛潮樂》改為週末下午5點播出並縮短為2小時，週日《流行You & Me》延長為2小時，原週六《音樂我喜歡》改為週日晚上7點播出，原週六《來客音樂》改為週日晚上8點播出，並縮短為1小時，週日《風格玩家》停播
- 2023年3月27日起，平日《中廣午餐新聞》停播，改播《聽醫生的話》，仍維持與新聞網聯播，原時段1230《流行新推薦》改至2000播出並縮短為5分鐘，原《娛樂Ｅ世代》晚五分鐘播出。
- 2023年8月1日起，平日《蘭萱時間》早上七點時段復播，原時段不再聯播新聞網《中廣早報新聞》。
- 2023年12月4日起，因趙少康參選2024年中華民國副總統，平日早上9點《趙少康時間》停播，平日早上7點至9點《蘭萱時間》改為早上8點至10點播出，早上7點改為與新聞網聯播《中廣早報新聞》
- 2024年1月17日起，平日早上9點《趙少康時間》復播，《蘭萱時間》改回平日早上7點至9點播出
- 2024年3月17日起，週日晚上8點改播由 賀瓏主持的《瓏賀哩共》[5] ，原時段艾瑞克主持的《來客音樂》停播。
- 2024年6月3日起，江太請辭《人來瘋之江太來了》節目主持，2024年6月4-10日節目為預錄播出，2024年6月11日起《人來瘋之江太來了》改名回《人來瘋》並由代班DJ主持。
- 2024年8月5日起，週一至三晚間七點改播《瓏賀哩共》，原時段《人來瘋》改為週四及週五播出並由高嘉瑜主持，2024年8月11日起《瓏賀哩共》原週日晚間八點時段改為重播。
- 2024年8月28日起，《聽醫生的話》改至新聞網播出，不再雙網聯播，原時段改播由于美人主持的《美的世界》。

## 收聽頻率
- 總台和高雄台：台北、新北、基隆、桃園、高雄、屏東、澎湖 FM103.3
- 台灣台和花蓮台 ：台中、彰化、南投（不含埔里）、雲林 、花蓮新城以南，鳳林以北 FM102.1
- 新竹台和苗栗台（大甲溪以北） FM102.9
- 嘉義台和台南台：雲林、嘉義、台南 FM103.1
- 宜蘭轉播站：宜蘭 FM102.1
- 玉里轉播站：花蓮鳳林以南，玉里以北 FM103.3
- 台東轉播站：台東鹿野以南，太麻里以北 FM102.1
- 埔里轉播站：埔里鎮 FM107.3
- 金門轉播站：金門本島、烈嶼 FM96.3

## 主持人

### 現任主持人
- 蘭萱（蘭萱時間DJ）
- 趙少康（趙少康時間DJ）
- 豆子（賀正邦）（midnight you and me、流行you and me DJ）
- 陳文茜（文茜的異想世界DJ）
- 吳建恆（娛樂Ｅ世代DJ）
- 陳安（陳安的爵士小酒館DJ）
- 吳淡如（幸福好時光DJ）
- 李秀媛（綺麗世界DJ）
- 范瑞杰（范可欽）（范瑞杰的異想世界DJ）
- 王瑞瑤（超級美食家DJ）
- 夏韻芬（理財生活通DJ）
- 趙婷（週末生活通DJ）
- 蔣偉文（蔣公廚房DJ）
- 吳若權（媒事來哈拉）
- 左光平（音樂聽光光DJ）
- 陳怡蓁（藝文Fun輕鬆DJ）
- 端端（音樂我喜歡、華語金曲榜DJ）
- 艾瑞克（東洋西洋金曲榜DJ）
- 劉祿存（就是愛潮樂DJ）
- 小杰（廖允杰）（就是愛潮樂DJ）
- 林威（流行音樂風DJ）
- 琦琦（流行音樂風DJ）
- 王偉忠（欸！我說到哪裡了DJ）
- 賀瓏（瓏賀哩共DJ）
- 高嘉瑜（人來瘋DJ）
- 于美人（美的世界DJ）

### 前主持人
- 王俐人（美俐人生主持人）
- 殷士偉（殷士偉的搜主意主持人）
- 美樂蒂（音樂美樂蒂主持人）
- 小樹（StreetVoice未來進行式主持人）
- 黎明柔（人來瘋主持人）
- 江太（人來瘋主持人）
- 楊月娥（晨光序曲主持人）
- 賈培德（不羈夜狂熱、搖擺機關槍主持人）
- 蠟筆小嵐（晨光序曲周末版主持人）
- 噹噹（音樂快樂送主持人）
- 佩如（音樂放輕鬆主持人）
- 映如（音樂聯合國主持人）
- 嘉嘉、偉偉（挺angel的主持人）
- 李明依（五年六班主持人）
- 蔡詩萍（台灣e起來主持人）
- 蕭素貞（快樂時光主持人）
- 呂如中（美的世界主持人）
- 何方(美的世界週末、週日版 主持人)
- 傅薇（《MUSIC FREEWAY》、《MUSIC FREEWAY 凌晨聽傅薇》主持人）
- 周貽蓓（輕鬆歡樂派主持人）
- 劉開（立體世界主持人）
- 趙薇（綺麗世界主持人）
- 郎祖筠（綺麗世界主持人）
- 鄭怡（綺麗世界主持人）
- 雲文平（空中醫學院&休閒夜未眠 主持人）
- 敖君怡（九點什麼都有）
- 蘇來（三點最high主持人）
- 張天倫（三點最high主持人）
- 王介安（星河夜語 星河之旅主持人）
- 李季準（感性時間 知性時間 主持人-已去世）
- 趙雨桐（已去世）、龍湘雲（立體世界 主持人）
- 羅小雲（知音時間主持人）
- 沈時華（金色的頻道主持人）
- 李文媛（午夜琴聲主持人）
- 周慧婷（愛的練習曲主持人）
- 楊玉欣（角落欣世界主持人）
- 吳恩文（吳恩文的快樂廚房主持人）
- 王欣欣（欣欣咖啡屋主持人）
- 陳藹玲（Irene）（Irene幸福相談所主持人）
- 梁正群（風格玩家DJ）
- 金溥聰（週末煉金術主持人）
- 吳宗憲（娛樂Ｅ世代主持人）
- 林嘉俐（用心深呼吸DJ）
- 葉樹姍（用心深呼吸DJ）
- 謝佳勳（用心深呼吸DJ）
- 謝智博（徵信阿宅的萬事屋DJ）

## 整點新聞
主播名單 ＃詳見中廣新聞網

### 整點新聞播出時間
- 平日0700～1905
- 週末1000～1805
- 平日國定假日1000～1905

## 外部連結
- 中廣流行網（页面存档备份，存于）
- 中廣流行網 i like radio的Facebook專頁
- YouTube上的中廣流行網頻道